# Tarkāyesh
Tarkāyesh (persiska: ترکایش, ترکاش) är en ort i Iran.   Den ligger i provinsen Östazarbaijan, i den nordvästra delen av landet, 500 km nordväst om huvudstaden Teheran. Tarkāyesh ligger 1 861 meter över havet och antalet invånare är 432.
Terrängen runt Tarkāyesh är lite bergig. Runt Tarkāyesh är det ganska glesbefolkat, med 35 invånare per kvadratkilometer. Närmaste större samhälle är Herīs, 3,9 km öster om Tarkāyesh. Trakten runt Tarkāyesh består i huvudsak av gräsmarker.